# Liste de films tournés dans le département de la Haute-Garonne
Un certain nombre d'œuvres cinématographiques et télévisuelles ont été tournés dans le département de la Haute-Garonne.
Voici une liste à compléter de films, téléfilms, feuilletons télévisés, films documentaires... tournés dans le département de la Haute-Garonne, classés par commune et lieu de tournage et date de diffusion.
- Haut – A
- B
- C
- D
- E
- F
- G
- H
- I
- J
- K
- L
- M
- N
- O
- P
- Q
- R
- S
- T
- U
- V
- W
- X
- Y
- Z

## A
- Aspet
  - 1992 : IP5 : L'Île aux pachydermes de Jean-Jacques Beineix

## B
- Blagnac
  - 1975 : Le Téléphone rose d'Édouard Molinaro (aéroport de Toulouse-Blagnac)
  - 1995 : Chercheur d'héritiers : Les gens de Faillac, série télévisée de Laurent Heynemann (aéroport de Toulouse-Blagnac)
  - 2007 : Trois Amis de Michel Boujenah (aéroport de Toulouse-Blagnac)

- Bagnères-de-Luchon
  - 1997 : James Bond-Demain ne meurt jamais de Roger Spottiswoode
  - 2016 : Quand on a 17 ans d'André Téchiné.

## C
- Cazères
  - 1987 : L'Été en pente douce de Gérard Krawczyk

## F
- Fenouillet
  - 2013 : Un beau dimanche de Nicole Garcia

## L
- Labarthe-sur-Lèze
  - 2018 : Les Vieux Fourneaux de  Christophe Duthuron

- Lacroix-Falgarde
  - 1960 : À pleines mains de Maurice Régamey

- Laréole
  - 2019 : Riquet, le songe de Naurouze de Jean Périssé (château de Laréole)[1]

- Lécussan
  - 2013 : La Grande Boucle de Laurent Tuel[2]

## M
- Montgiscard
  - 2010 : La Jeunesse d'Alfonso Grana-Lopez de Pierre Géraud, Jeremy Calli et David Manzato

- Martres-Tolosane
  - 1987 : L'Été en pente douce de Gérard Krawczyk

- Montagne Noire
  - 2019 : Riquet, le songe de Naurouze de Jean Périssé[1]

- Montastruc-la-Conseillère
  - 1995 : Chercheur d'héritiers : Les Gens de Faillac de Laurent Heynemann

- Muret
  - 1987 : L'Été en pente douce de Gérard Krawczyk

## R
- Haut – A
- B
- C
- D
- E
- F
- G
- H
- I
- J
- K
- L
- M
- N
- O
- P
- Q
- R
- S
- T
- U
- V
- W
- X
- Y
- Z

- Revel
  - 1994 : L'Enfer de Claude Chabrol

- Rieux-Volvestre
  - 1982 : Le Retour de Martin Guerre de Daniel Vigne

## S
- Saint-Ferréol
  - 1961 : Le Miracle des loups d'André Hunebelle
  - 1994 : L'Enfer de Claude Chabrol
  - 2019 : Riquet, le songe de Naurouze de Jean Périssé (lac de Saint-Ferréol)[1]

## T
- Haut – A
- B
- C
- D
- E
- F
- G
- H
- I
- J
- K
- L
- M
- N
- O
- P
- Q
- R
- S
- T
- U
- V
- W
- X
- Y
- Z

- Toulouse
  - 1960 : Fortunat d'Alex Joffé
  - 1960 : À pleines mains de Maurice Régamey
  - 1963 : Le Jour et l'Heure de René Clément[3]
  - 1966 : La Bourse et la Vie de Jean-Pierre Mocky
  - 1979 : Passeur d'hommes de J. Lee Thompson
  - 1990 : Milou en mai de Louis Malle
  - 1993 : Ma saison préférée d'André Téchiné
  - 1997 : Héroïnes de Gérard Krawczyk[4]
  - 2001 : D'Artagnan de Peter Hyams
  - 2002 : 17 fois Cécile Cassard de Christophe Honoré
  - 2002 : Le Bruit, l'Odeur et Quelques Étoiles d'Éric Pittard
  - 2002 : Lundi matin de Otar Iosseliani
  - 2002 : Garonne, série télévisée de Claude d'Anna
  - 2005 : Lemming de Dominik Moll
  - 2006 : Salvador de Manuel Huerga
  - 2007 : Trois Amis de Michel Boujenah[5],[6],[7]
  - 2008 : Un crime très populaire, téléfilm de Didier Grousset
  - 2008 : Disparitions, mini-série
  - 2008 : Nés en 68 de Olivier Ducastel et Jacques Martineau
  - 2009 : Les Derniers Jours du monde des frères Larrieu
  - 2010 : La Jeunesse d'Alfonso Grana-Lopez de Pierre Géraud, Jeremy Calli et David Manzato
  - 2010 : Imogène McCarthery d'Alexandre Charlot et Franck Magnier
  - 2010 : Chicas de Yasmina Reza
  - 2011 : Calibre 9 de Jean-Christian Tassy
  - 2011 : Mon arbre de Bérénice André
  - 2011 : Simple, téléfilm de Ivan Calbérac
  - 2012 : Ombline de Stéphane Cazes
  - 2012 : Nom de code : Rose, téléfilm d'Arnauld Mercadier
  - 2012 : La Méthode Claire, téléfilm de Vincent Monnet
  - 2013 : Marjorie, série télévisée d'Ivan Calbérac
  - 2013 : Dans l'intérêt de l'enfant de Jérôme Cornuau
  - 2016 : Glacé, série TV de Laurent Herbiet
  - 2017 : Mention particulière, téléfilm de Christophe Campos
  - 2018 : Félix, série télévisée de Cesc Gay
  - 2018 : Les Municipaux, ces héros des Chevaliers du Fiel
  - 2021 : Meurtres à Toulouse, téléfilm de Sylvie Ayme (rue du Taur, rue des Trois-Renards, rue Émile-Cartailhac, basilique Saint-Sernin, place Saint-Sernin, cimetière de Terre-Cabade, avenue du Cimetière , médiathèque José-Cabanis, pont Saint-Pierre, rue du Pont-Saint-Pierre, Ponts-Jumeaux, boulevard de la Marquette, cours Dillon, musée Saint-Raymond, place Saint-Sernin, Le Florida, place du Capitole, rue du Sénéchal, pont du quai de Tounis, bassin de radoub, allée des Demoiselles, allée de Brienne, quai Saint-Pierre, quai Lucien-Lombard, place de la Daurade, rue Valade, rue Pargaminières, place Rouaix, allée Gisèle-Halimi, rue du Languedoc, Pont-Neuf, Hôtel-Dieu)[8]

- Tournefeuille
  - 2012 : La Méthode Claire, téléfilm de Vincent Monnet (ac de la Ramée)

## V
- Villemur-sur-Tarn
  - 1975 : Le Téléphone rose d'Édouard Molinaro
  - L'Instit, série télévisée de Pierre Grimblat et Didier Cohen
  - 2018 : Les Vieux Fourneaux de Christophe Duthuron

## Sources